# Areamobile.de
Areamobile.de war von 2002 bis Ende 2021 ein deutschsprachiges Mobilfunk-Fachmagazin im Internet. Es erreichte 1,4 Millionen Leser (Visits) im Monat und hatte knapp 185.000 Seiten im Suchindex von Google. Laut AGOF hatte Areamobile.de eine Netto-Reichweite von 480.000 Unique Usern und war damit unter den Top 500 der größten Webseiten in Deutschland.
Die Inhalte von Areamobile.de unterteilten sich in redaktionelle Themen wie Nachrichten und Testberichte, in Datenbank-Inhalte wie Datenblätter und in Community-Beiträge und Lesertests. Im Fokus der gesamten inhaltlichen Ausrichtung stand die Berichterstattung über Mobilfunkthemen, wobei der Schwerpunkt auf Highend-Geräten wie Smartphones, Applikationen und mobilen Betriebssystemen lag. Das Archiv umfasste mehr als 12.000 eigene Nachrichtenartikel, die seit 2002 den deutschen und internationalen Mobilfunkmarkt beleuchteten. Darüber hinaus wurden etwa 340 Handys und Smartphones getestet. Die Handydatenbank beinhaltete etwa 2.500 Datenblätter zu aktuellen und älteren Modellen, die auf den deutschen Markt kamen.
Im Rahmen einer Kooperation mit dem IDG Verlag und der Deutschen Telekom wurden die News-Artikel auch auf Drittseiten wie pcwelt.de und weiteren Technikmagazinen veröffentlicht. Das Magazin betrachtete sich nicht als Newsaggregator, sondern recherchierte eigenständig. Im Frühjahr 2010 berichtete Areamobile.de beispielsweise als eines der ersten Magazine weltweit über das WePad der Berliner Firma Neofonie, deren Tablet-PC als Konkurrenzprodukt zum Apple iPad entwickelt worden war und großes Aufsehen erregte.
Mit dem Relaunch von Areamobile.de im September 2009 wurde das ehemals eigenständige Forum Handykult.de in die Webseite integriert. Die Kommentare in den Nachrichten waren mit dem Forum verknüpft. Bei der Seitennavigation setzte Areamobile.de auf das Informer-Prinzip. Alle Inhalte zu einem Produkt, zum Beispiel Nachrichten, Testberichte, Bildergalerien oder Lesermeinungen, waren in einer festen Linkbox am Seitenanfang zusammengefasst.

## Geschichte
Areamobile.de war ein Produkt der AreaDigital AG mit Sitz in Berlin. Die Webseite wurde im Jahr 2002 als eine der ersten deutschen Webseiten mit dem Themenschwerpunkt Mobilfunk von den vier Gesellschaftern Dyrk Draenkow, Stefan Adolf, Bastian Albert und Frank Rennebarth gegründet und bis 2006 vom IQ-Studio Media Verlag betrieben. Ziel des Verlages war es, eine kostenlose Online-Publikation zu betreiben, die ihre Leser über die Ereignisse im Mobilfunkmarkt informiert.
Das Wachstum von Areamobile.de führte im Frühjahr 2006 zur Gründung der AreaMobile AG. Durch die Akquise weiterer Online-Magazine wie dem Spieleportal AreaGames.de, ehemals AreaXbox, und dem Videoportal vitivi.de wurde der Firmenname im Mai 2008 von AreaMobile AG in AreaDigital AG geändert. Durch die Expansion beschäftigte die AreaDigital AG im Jahr 2008 knapp 50 Mitarbeiter in ihren Büroräumen in Berlin-Mitte.
Bis 1. Juli 2016 war André Kolbinger Hauptanteilseigner Aufsichtsratsvorsitzender der AreaDigital AG ist. Im Mai 2010 wurde bekannt, dass er die Beteiligungen an der wallstreet:online AG von der Axel Springer AG übernimmt. Die wallstreet:online AG betreibt die Finanz-Community wallstreet-online.de.
Am 1. Juli 2016 übernahm die heutige Computec Media Areamobile.de.
Im Dezember 2021 gab Areamobile die Abschaltung zum 31. Dezember 2021 bekannt: „Areamobile geht offline: Der Betrieb unseres Portals für News und Infos rund ums Thema Smartphone wird zum Ende des Jahres aus wirtschaftlichen Gründen eingestellt. Mit dieser letzten News verabschieden wir uns von unseren Lesern und Leserinnen und danken für das Interesse.“

## Belege
1. ↑  IVW Online Nutzungsdaten
2. ↑  AGOF Angebotsranking Mai 2013 (Memento des Originals vom 11. August 2013 im Internet Archive)  Info: Der Archivlink wurde automatisch eingesetzt und noch nicht geprüft. Bitte prüfe Original- und Archivlink gemäß Anleitung und entferne dann diesen Hinweis.
3. ↑  Pcwelt.de
4. ↑  Areamobile.de als Informationsquelle für Spiegel Online
5. ↑  In eigener Sache: Areamobile künftig unter dem Dach von Computec Media. In: www.areamobile.de. Abgerufen am 19. Juli 2016.
6. ↑  Areamobile schließt die Pforten.